# باگاناشیل
باگاناشیل (به قزاقی: Baganashyl) یک منطقهٔ مسکونی در قزاقستان است که در استان آلماتی واقع شده‌است.